# Aaron Dismuke
Aaron Dismuke (Contea di Tarrant, 13 ottobre 1992) è un doppiatore statunitense.Attualmente lavora per Funimation Entertainment. A soli dodici anni debutta come doppiatore con il ruolo di Alphonse Elric nell'anime Fullmetal Alchemist. A causa del cambiamento di voce dovuto alla maturità non ha potuto interpretare lo stesso ruolo nell'anime Fullmetal Alchemist: Brotherhood.

## Doppiaggio

### Anime
- Big Windup! (Yuto Sakaeguchi)
- Black Cat (Leon Elliott)
- Burst Angel (Charlie)
- D.Gray-man (Nararin)
- Dragon Ball Z: L'eroe del pianeta Conuts (Minosha)
- Fruits Basket (Hiro Sohma, Akito Sohma (bambino))
- Fullmetal Alchemist (Alphonse Elric)
- The Galaxy Railways (Manabu Yuuki (bambino))
- Kiddy Grade (Yott, Chevalier D'Autriche (bambino))
- Linebarrels of Iron (Izuna Endo)
- Lupin III - Le profezie di Nostradamus (Sergeo)
- Mushishi (Yoki/Ginko (bambino))
- Nabari no Ou (Hyou)
- Host Club - Amore in affitto (Yasuchika Haninozuka)
- Speed Grapher (Chouji Suitengu (bambino))
- Trinity Blood (Ion Fortuna)
- Tsubasa RESERVoir CHRoNiCLE (Nokoru)
- Yu Yu Hakusho (Shura)
- Mobile Suit Gundam: The Witch from Mercury (Elan Ceres)